# Bekir Ozan Has
Bekir Ozan Has (* 18. Februar 1985 in Salihli) ist ein türkischer ehemaliger Fußballspieler.

## Karriere

### Verein
Has begann seine Profikarriere 2002 bei Bursaspor und spielte vorher für die Vereine Salihli Belediyespor und Yeni Salihlispor. Bei Bursaspor kam er in zwei Spielzeiten nicht zum Einsatz, weshalb er zum Drittligisten Bursa Merinosspor wechselte. Hier stieg Has sofort zum Stammspieler und etablierte sich allmählich zum Leistungsträger. Mit seinen Leistungen machte er bei Bursaspor wieder auf sich aufmerksam und wurde von diesem Verein nach zwei Jahren 2006 wieder zurückgeholt.
Nachdem Has vom Sommer 2011 bis zum Frühjahr 2015 für Gaziantepspor tätig gewesen war, wechselte er zum Zweitligisten Şanlıurfaspor.
Zur Saison 2015/16 zog Has zum Ligarivalen Kardemir Karabükspor und eine halbe Saison später zum Drittligisten Fethiyespor weiter. Seine letzte Station war im zweiten Halbjahr 2017 Yeşil Bursa SK.

### Nationalmannschaft
Has absolvierte 2006 eine Begegnung für die türkische U-21-Nationalmannschaft.

## Erfolge
Mit Bursaspor
- Türkischer Meister: 2009/10

Mit Gaziantepspor
- Spor-Toto-Pokalsieger: 2012